# Pogost

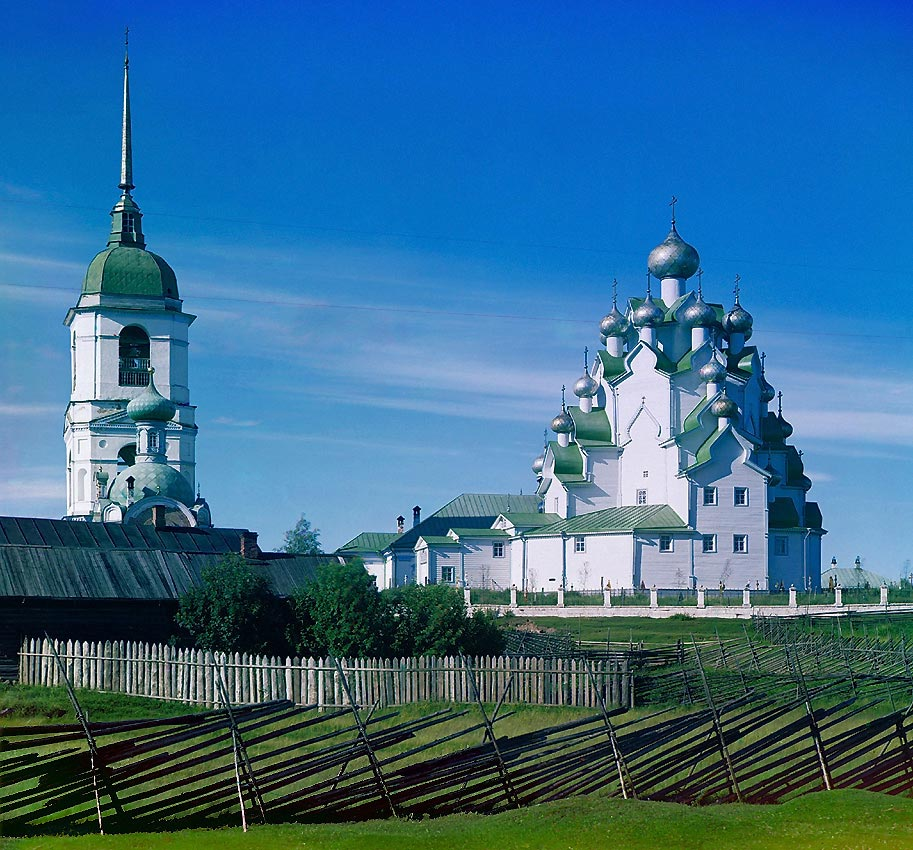
Vytegerský pogost (severně od Vologdy). Foto Sergej Prokudin-Gorskij, kolem 1910.

Pogost (rusky погост, ze staroruského: погостъ) je historický výraz, který má v ruštině několik rozličných významů. Výraz byl také přejat několika dalšími jazyky (lotyštinou – pagasts a finštinou – pogosta), se specifickým významem.
Původní význam označuje zájezdní hostinec pro vrchnost a duchovní slovem příbuzným k modernímu ruskému výrazu gosť' (гость), „host“. Předpokládá se, že původní pogosty byly venkovské komunity na okraji starého ruského státu, nebo také obchodní centra (starorusky: gosťba, гостьба).
Na konci 10. století se pogosty transformovaly do administrativních a územních správních oblastí. Pogosty se lišily ve velikosti, od desítek do stovek vesnic mezi 11. až 14. stoletím. Jak se křesťanství šířilo po Rusi, byly v pogostech stavěny kostely. Poslední pogosty sloužící jako administrativní obvody byly zrušeny v roce 1775. Poté se staly městy pogosta (погосто – место), fungující jako farní centra.
Ve střediskových ujezdech 15.–16. století byly pogosty malé osady s kostelem a hřbitovem, jako například pogost Kiži nebo pogost Kadnikov. V současné ruštině pogosty obvykle označují kombinaci „venkovský kostel a pohřebiště“, položené na odlehlém místě.

## Použití výrazu ve Finsku a Lotyšsku
Střediskové obce finských kunt (okresů) v oblasti Ilomantsi se obvykle nazývají pogosta Ilomantsi (Ilomantsin pogosta), přičemž tento výraz je přejatý z ruštiny. Místní dialekt finštiny vykazuje prvky silného ruského vlivu, a v obci je také silné zastoupení Pravoslaví. Dokonce název místního deníku je Pogostan Sanomat ("Pogostské noviny").
V moderní finštině výraz pogosta slouží také jako popis historických území, jako historické synonymum pro "farnost" nebo "obec" v Karélii a Rusku.
Pagasts je název pro základní jednotku místní samosprávy v Lotyšsku. Výraz "pagasts" je obecně užívaný lotyšský ekvivalent pro okrsky, obce nebo menší okresy, původem v ruském pogost. V Lotyšsku existuje na 432 obcí neboli pagasti.